# Scotopteryx defasciata
Scotopteryx defasciata là một loài bướm đêm trong họ Geometridae.